# Télégraphie à grande vitesse

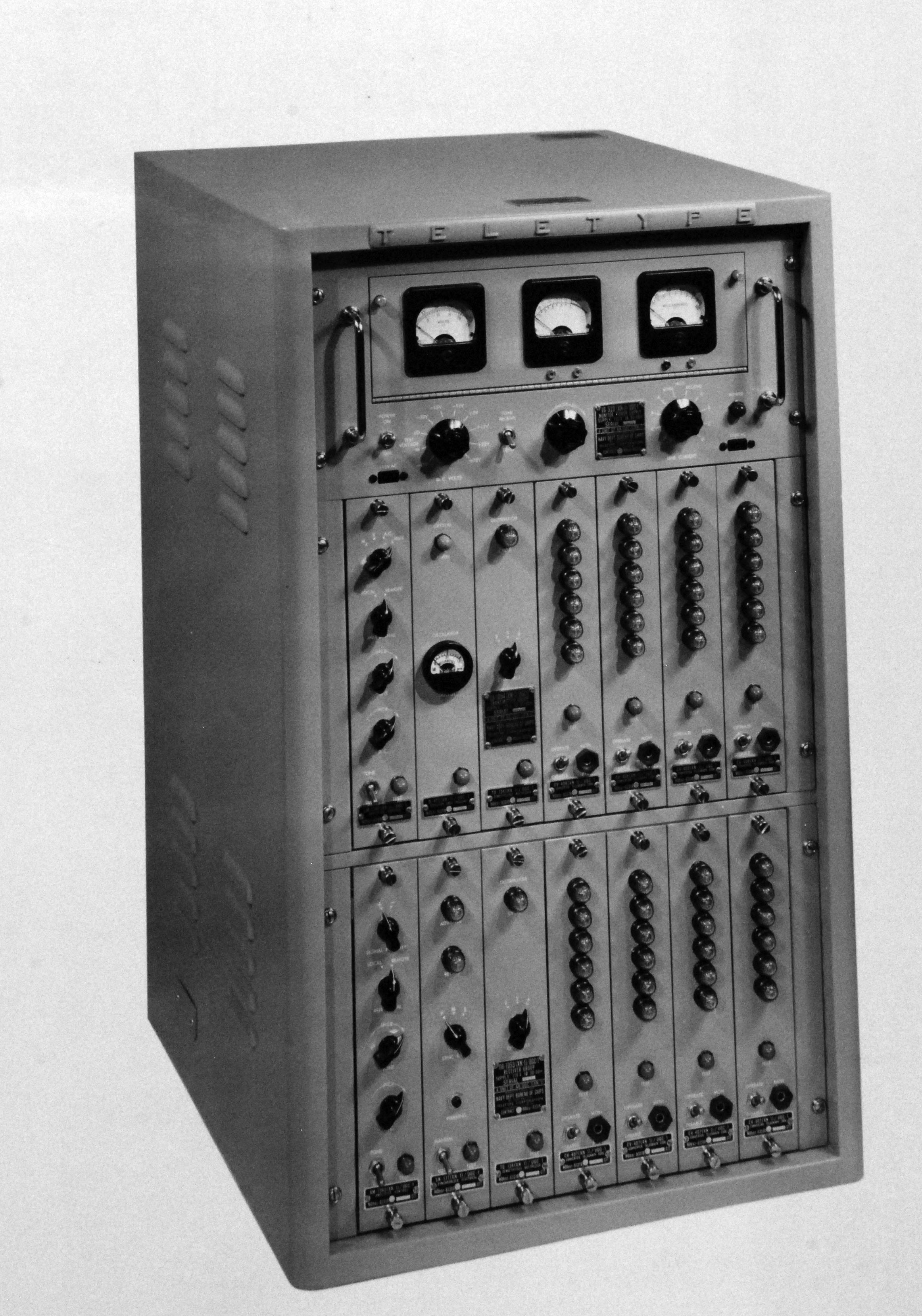

La télégraphie à grande vitesse fait l'objet de compétitions ayant pour propos la lecture et la transmission de messages en code Morse à très grande vitesse. Ces concours sont très répandus en Europe de l'Est. La plupart des compétitions internationales sont organisées par l'IARU (International Amateur Radio Union, Union internationale des radioamateurs).

## Historique
Le HST European Championship (championnat européen) a été la première compétition internationale de télégraphie à grande vitesse. Il a eu lieu à Moscou (Russie) en 1983. Ont suivi deux autres HST European Championship, l'un à Hanovre (Allemagne) en 1989, l'autre à Neerpelt (Belgique) en 1991.

Le premier HST World Championship (championnat mondial) s'est déroulé à Siófok (Hongrie) en 1995, et depuis, il y a un championnat mondial chaque année impaire.

La grande majorité des compétitions internationales, nationales ou locales ont lieu dans les pays d'Europe de l'Est. Jusqu'à présent (2008) tous les championnats se sont tenus en Europe. Il n'est pas nécessaire de posséder une licence de radioamateur pour participer à ces concours, ce qui est le cas de nombreux participants.

## Différents types de compétitions
Il y a principalement trois différents types de compétitions de télégraphie à grande vitesse.

Le plus classique consiste à comprendre et envoyer des groupes de cinq caractères. les deux autres formes sont plus proches du trafic radioamateur. Il s'agit, soit simplement de comprendre des indicatifs de radioamateurs, soit de les copier mélangés à un trafic intense proche des conditions réelles rendant difficile leur compréhension. Chaque participant n'est pas obligé de participer à toutes les épreuves, il peut choisir l'une ou l'autre suivant ses spécialisations.

### Groupes de cinq caractères
Les groupes sont constitués de lettres et de chiffres au hasard et sont transmis en code Morse, par paquets de cinq caractères, à haute vitesse. Il y a des épreuves séparées suivant que l'on utilise soit uniquement des lettres (26 lettres de l'alphabet), soit seulement les dix chiffres de 0 à 9, soit un mélange des deux avec quelques signes de ponctuation. Le participant peut, au choix, soit écrire les caractères à la main, soit utiliser un clavier d'ordinateur. Le concours commence par une transmission d'une minute à une vitesse initiale prédéterminée, généralement 10 groupes de cinq par minute pour les juniors jusqu'à 16 groupes de cinq pour les plus confirmés. Après chaque période, les copies des participants sont corrigées par des juges, puis la vitesse est augmentée jusqu'à ce qu'aucun participant ne puisse plus suivre avec un nombre d'erreurs acceptable.

En plus des épreuves de réception, certaines compétitions incluent des épreuves où les participants doivent eux-mêmes transmettre des groupes de cinq caractères le plus vite possible. Il s'agit de manipuler un message imprimé formé de groupes de cinq caractères (lettres seules, ou chiffres seuls, ou mélangés, comme pour la réception) à une vitesse déterminée et les juges apprécient la qualité de la transmission selon différents critères.

### Indicatifs radioamateurs
Dans le cadre de cette épreuve, on utilise un logiciel informatique nommé RufzXP qui génère des indicatifs pour chaque participant. Rufz est une abréviation du mot allemand « Rufzeichen-Hören » (écoute d'indicatifs). Chaque participant écoute un indicatif radioamateur en code Morse et doit le taper sur un clavier d'ordinateur. Si l'indicatif tapé est juste, il marque des points et l'ordinateur génère un autre indicatif à une vitesse supérieure. En revanche, si l'indicatif tapé est faux, le participant est pénalisé et la vitesse diminue. Un seul indicatif est envoyé à chaque fois et l'épreuve se termine après un nombre prédéterminé d'indicatifs (généralement 50).
Pour l'épreuve qui consiste à reconnaître des indicatifs dans un trafic intense reproduisant une situation réelle de nombreuses stations essayant d'en contacter une autre, on utilise un programme nommé MorseRunner. Dans ce cas, plusieurs indicatifs différents sont envoyés en même temps. Chaque indicatif est transmis avec des vitesses et des notes différentes et cadencés de telle façon que les indicatifs se chevauchent les uns les autres. Les participants doivent noter le plus d'indicatifs possible pendant un temps déterminé. Le vainqueur sera celui qui aura noté correctement le plus d'indicatifs.
Les règles qui régissent ces compétitions sont consignées dans un document publié par l'IARU.

## Catégories des concurrents
Pour les concours de télégraphie à grande vitesse les concurrents sont d'ordinaire répartis en différentes catégories selon l'âge et le sexe de chacun. Les catégories ci-dessous sous ainsi définies par l'IARU pour les championnats européens ou mondiaux.
- A : dames de 16 ans et moins.
- B : messieurs de 16 ans et moins.
- C : dames de 17 à 21 ans.
- D : messieurs de 17 à 21 ans.
- E : dames, indépendamment de leur âge.
- F : messieurs, indépendamment de leur âge.
- G : dames de 40 ans et plus.
- H : messieurs de 40 à 49 ans.
- I : messieurs de 50 ans et plus.

En raison de leur importante représentation dans la tranche des 40 à 50 ans, on remarque que les messieurs bénéficient d'une catégorie supplémentaire. Une équipe nationale est constituée au maximum de 18 participants dans les neuf catégories.

## Championnats IARU
Depuis 1995, les championnats mondiaux IARU ont lieu les années impaires. Depuis 2004, un championnat IARU Region 1 a lieu toutes les années paires.
- 2008 Pordenone, Italie[3]
- 2007 Belgrade, Serbie[4]
- 2006 Primorsko, Bulgarie
- 2005 Ohrid, Macedoine
- 2004 Niš, Serbie[5]
- 2003 Minsk, Biélorussie[6]
- 2001 Constanţa, Roumanie[7]
- 1999 Pordenone, Italie[8]
- 1997 Sofia, Bulgarie
- 1995 Siófok, Hongrie

## Records mondiaux
L'IARU Region 1 tient à jour la liste des records mondiaux des compétitions IARU officielles. Les vitesses maximales enregistrées varient considérablement selon les épreuves et les catégories des participants. Alors que dans le cas des groupes de cinq signes la vitesse de réception et de transmission est de l'ordre de 60 groupes de cinq caractères à la minute, dans le cas des RufzXP on peut enregistrer des vitesses de plus du double.

## Résultats par équipes
Les résultats de toutes les équipes du Top Ten depuis 1999 sont résumés dans le tableau ci-dessous. Il faut noter que toutes les équipes n'ont pas participé à toutes les compétitions.
| Classement | Nombre de points | Pays              | Participants |
| ---------- | ---------------- | ----------------- | ------------ |
| 1          | 41 909,6         | Biélorussie       | 8            |
| 2          | 39 221,9         | Russie            | 8            |
| 3          | 30 265,5         | Roumanie          | 8            |
| 4          | 23 358,1         | Hongrie           | 8            |
| 5          | 12 912,2         | Macédoine du Nord | 8            |
| 6          | 10 011,6         | Bulgarie          | 8            |
| 7          | 9 778,9          | Serbie            | 6            |
| 8          | 8 190,9          | Ukraine           | 8            |
| 9          | 7 449,7          | Tchéquie          | 6            |
| 10         | 7 155,5          | Allemagne         | 8            |

## Sources
- (en) Cet article est partiellement ou en totalité issu de l’article de Wikipédia en anglais intitulé « High Speed Telegraphy » (voir la liste des auteurs).
- (en) Battey, E.L. W1UE, Flash! W9ERU Wins Code Speed Contest, QST, oct., 1936. p. 39.
- (en) IARU Region I High Speed Telegraphy Working Group, 2004. Rules for High Speed Telegraphy Championships, 6 décembre 2005.
- (en) Kolpe, Mathias DL4MM (2004), 6th HST World Championships / Ohrid - Macedonia, 6 décembre 2005.
- (en) Kutner, Barry W2UP, High Speed Telegraphy Competition in Macedonia, QST, 2005.
- (en) Lindquist, Rick N1RL, World Championship in High Speed Telegraphy Set, QST, avril 1997, p. 75.
- (en) Lindquist, Rick N1RL, ed. Guinness World Records recognizes high-speed telegraphy achievement, ARRL Letter, vol. 23, No 48, 10 décembre 2004.
- (en) Novak, Adolf OK1AO (1997), HST, 6 décembre 2005.